# Warblewo, Tỉnh West Pomeranian
Warblewo [varˈblɛvɔ] (trước đây là Warbelow của Đức) là một ngôi làng thuộc khu hành chính của Gmina Polanów, thuộc quận Koszalin, West Pomeranian Voivodeship, ở phía tây bắc Ba Lan.
Nó nằm khoảng 4 kilômét (2 mi)   phía đông bắc Polanów, 37 km (23 mi) phía đông Koszalin và 162 km (101 mi) về phía đông bắc của thủ đô khu vực Szczecin.
Làng có dân số 70 người.